# بداية ونهاية (فلم)
بداية ونهاية فيلم دراما مصري من إنتاج عام 1960، ومن إخراج صلاح أبو سيف وبطولة فريد شوقي وعمر الشريف وأمينة رزق وسناء جميل. الفيلم مأخوذ من رواية لنجيب محفوظ بنفس الاسم وتعتبر أول روايات نجيب محفوظ التي يتم تحويلها لفيلم سينمائي، تم ترشيح الفيلم لنيل جائزة مهرجان موسكو السينمائي الدولي عام 1961، كما احتلت الممثلة سناء جميل المركز الثالث في جائزة أفضل ممثلة بين ممثلات العالم وكانت هذه هي أول مرة تحتل فيها ممثلة عربية إحدى المراتب الأولى في المهرجانات الدولية، كما تم تصنيف الفيلم في المركز السابع ضمن أفضل 100 فيلم في تاريخ السينما المصرية في استفتاء النقاد.

## قصة الفيلم
يموت رب العائلة، فتعاني أسرته من شظف العيش بضالة المعاش وينتهي حسن الابن الأكبر إلى الحياة في حي الرذيلة تاجر للمخدرات والنساء، أما حسين الأوسط فيقبل العمل بشهادته المتوسطة، حتى يتيح الفرصة لأخيه حسنين ليكمل دراسته ويلتحق بالكلية الحربية. أما الابنة نفيسه فاقدة الجمال فيطردها سليمان البقال من حياته بعد أن زلت معه ثم تستمر في السير في طريق الرذيلة دون أن يعرف أحد وتساعد أخاها حسنين وأمها بالمبالغ القليلة التي تحصل عليها. يتخرج حسنين ضابطا. فيتنكر لأسرته وخطيبته ووسطه الاجتماعي ويتطلع إلى الارتباط بالطبقة الثرية، عن طريق الزواج منها. يعود حسن جريحاً مطارداً من البوليس إلى أسرته، ويستدعى حسنين في نفس الوقت إلى قسم البوليس ليجد أخته متهمة بالدعارة. يدفع حسنين أخته للانتحار غرقا تخلصا من الفضيحة، ويتذكر حياته ويجد عالمه ينهار فيلقي بنفسه في النيل وراءها.

## طاقم التمثيل
- فريد شوقي: (حسن)
- عمر الشريف: (حسنين)
- كمال حسين: (حسين)
- أمينة رزق: (الأم)
- سناء جميل: (نفيسة)
- آمال فريد: (بهية)
- صلاح منصور
- شريف حمدي
- حامد مرسي
- أحمد شكري
- يعقوب ميخائيل
- سامية رشدي
- ثريا فخري
- شوشو عز الدين
- مختار حسين
- محمد حمدي
- عبد المنعم إسماعيل
- حسين إسماعيل

## فريق العمل
- إخراج: صلاح أبو سيف
- قصة: نجيب محفوظ
- سيناريو: صلاح عز الدين
- حوار: أحمد شكري، كامل عبد السلام
- إنتاج: دينار فيلم
- مدير الإنتاج: فؤاد صلاح الدين
- توزيع: دولار فيلم
- مونتاج: إميل بحري
- موسيقى تصويرية: فؤاد الظاهري
- مدير التصوير: كمال كريم
- تم التصوير في ستوديوهات جلال
- تم الطبع والتحميض في ستوديوهات جلال

## وصلات خارجية
- مقالات تستعمل روابط فنية بلا صلة مع ويكي بيانات
- صفحة الفيلم في قاعدة بيانات الأفلام العربية